# Štrbački buk
Koordináták: é. sz. 44° 39′ 28″, k. h. 16° 00′ 17″44.657778°N 16.004722°E

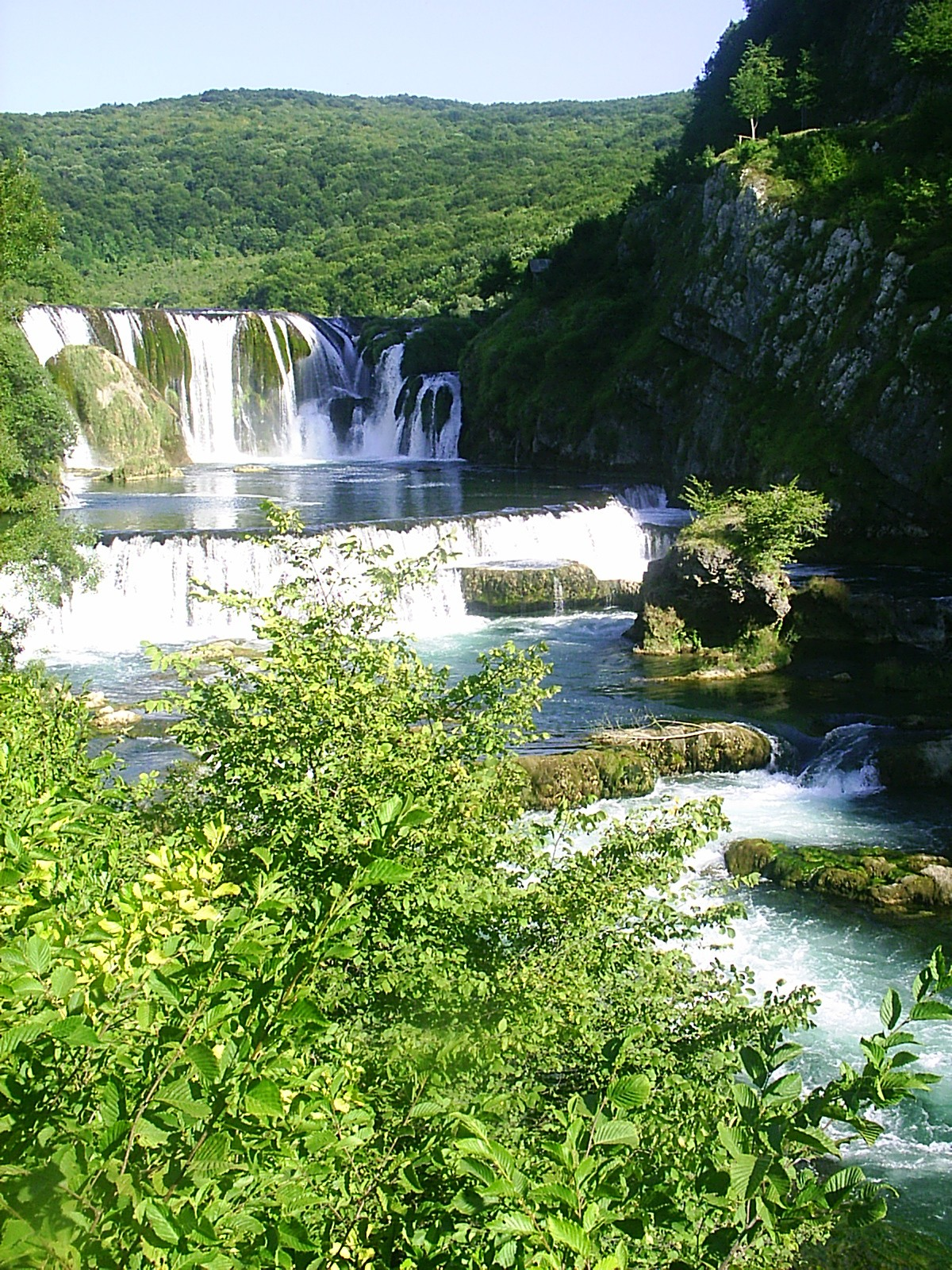
A Štrbački buk vízesés látképe

A Štrbački buk vízesés az Una folyón található Bosznia-Hercegovina és Horvátország határán. A legközelebbi települések a vízeséshez a horvát oldalon Donji Štrbci és Kestenovac, míg a bosnyák oldalon Doljani és Ćukovi.
A Štrbački buk vízesés és az Unac folyó vízesései Martin Brodnál találhatóak, beleértve az Unac folyó völgyét is, amely az Una Nemzeti park részét képezi Bosznia-Hercegovinában.

## Képek

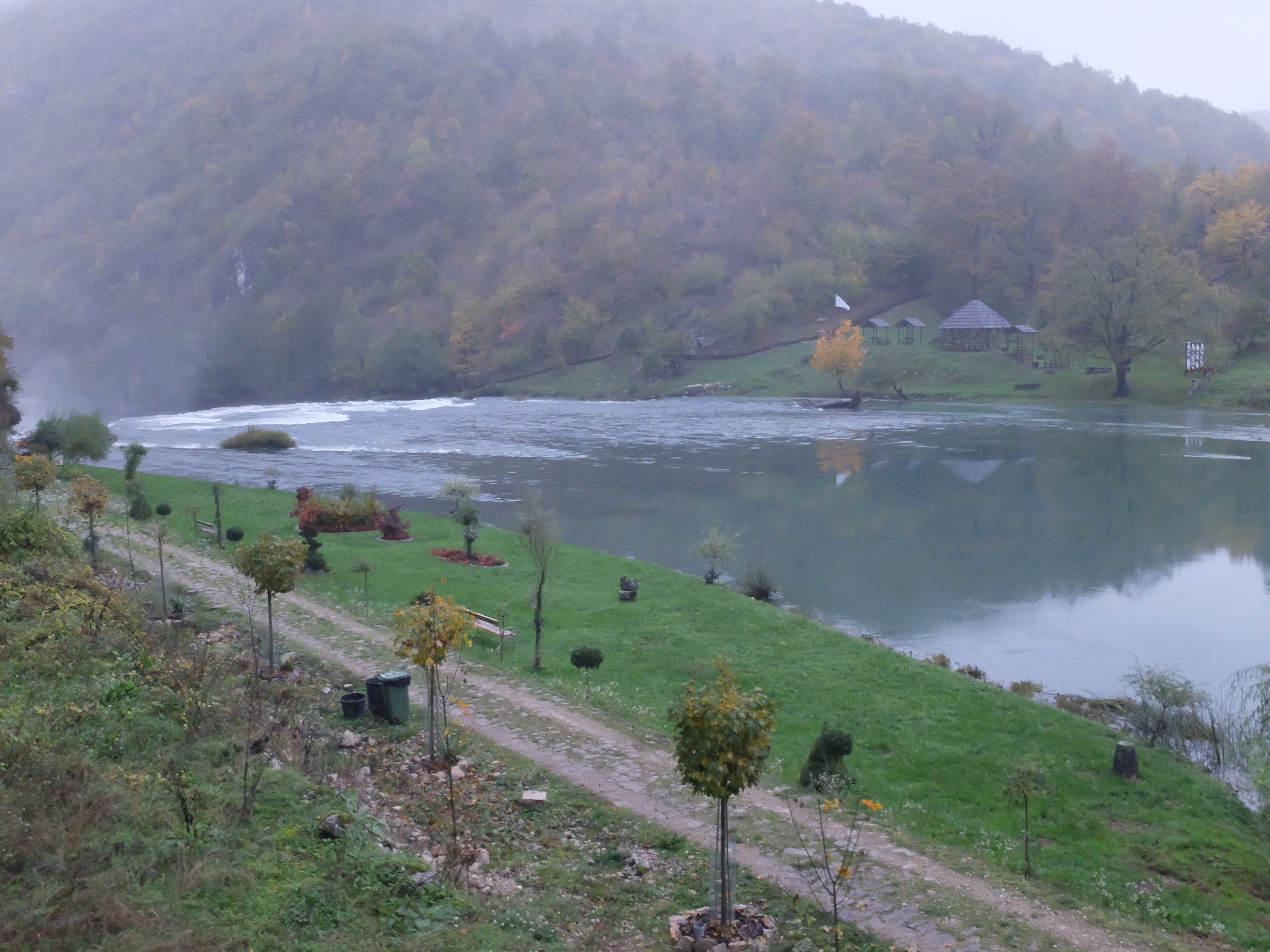
felett Štrbački buk
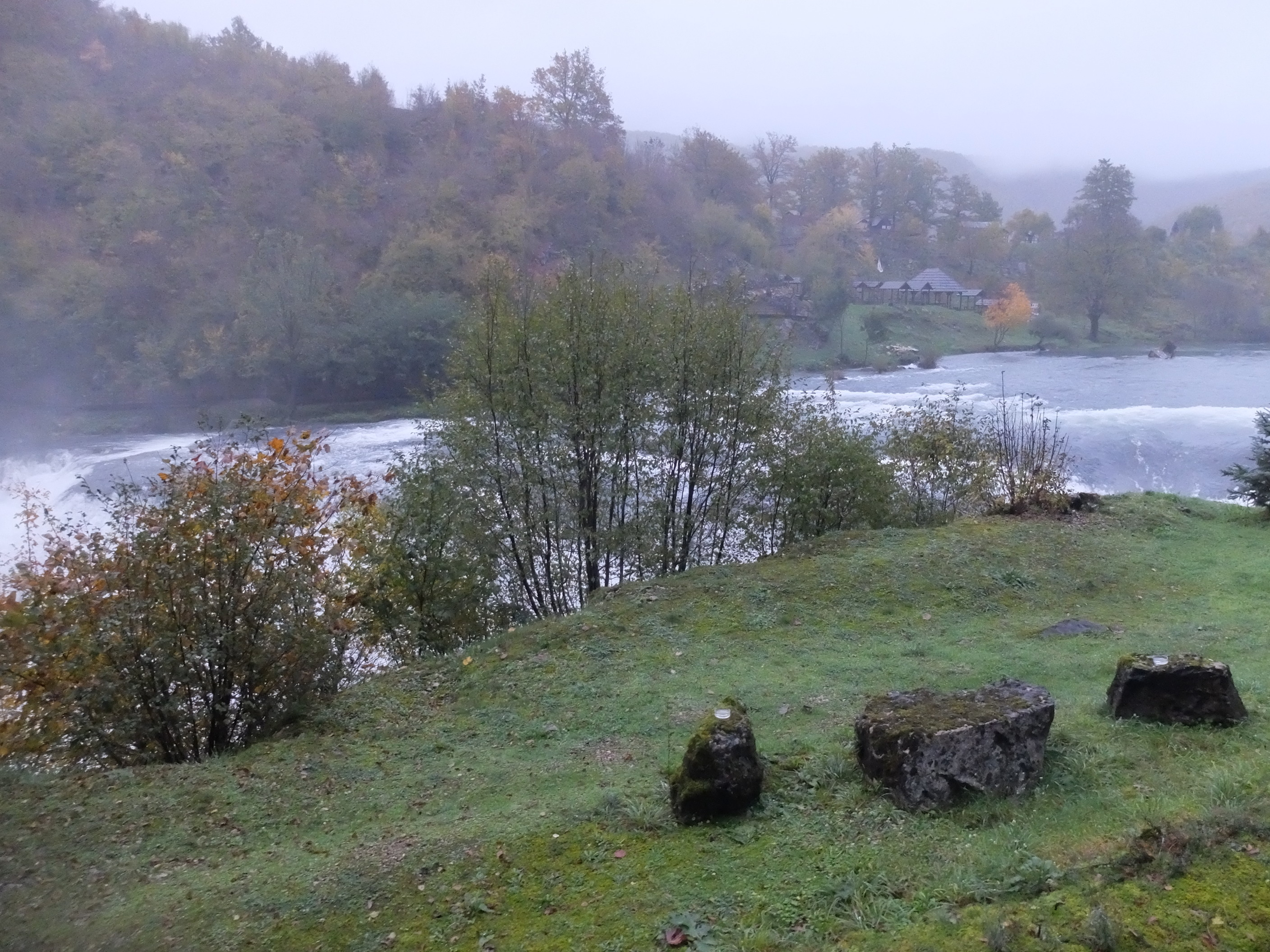
felett Štrbački buk
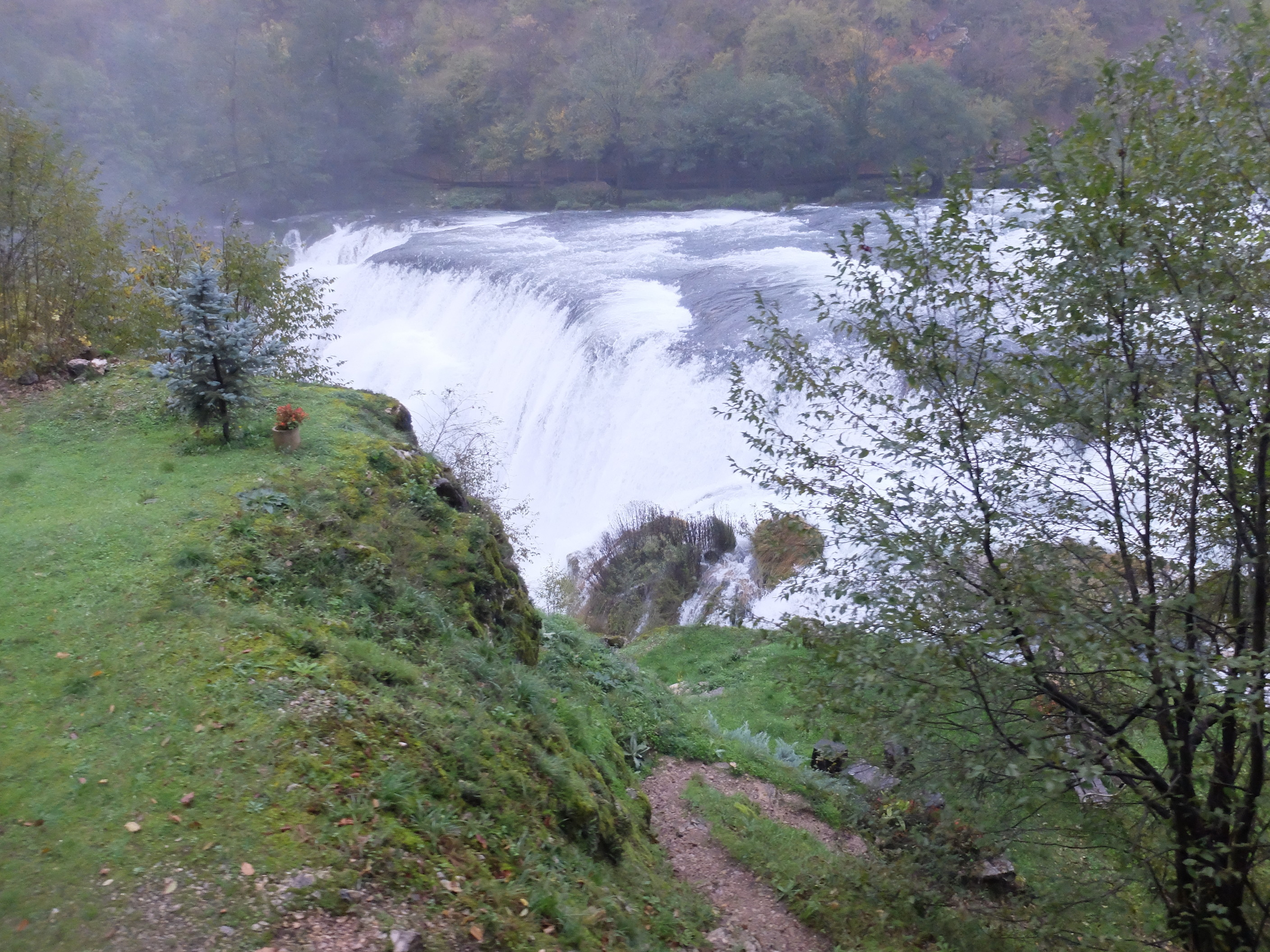
Štrbački buk
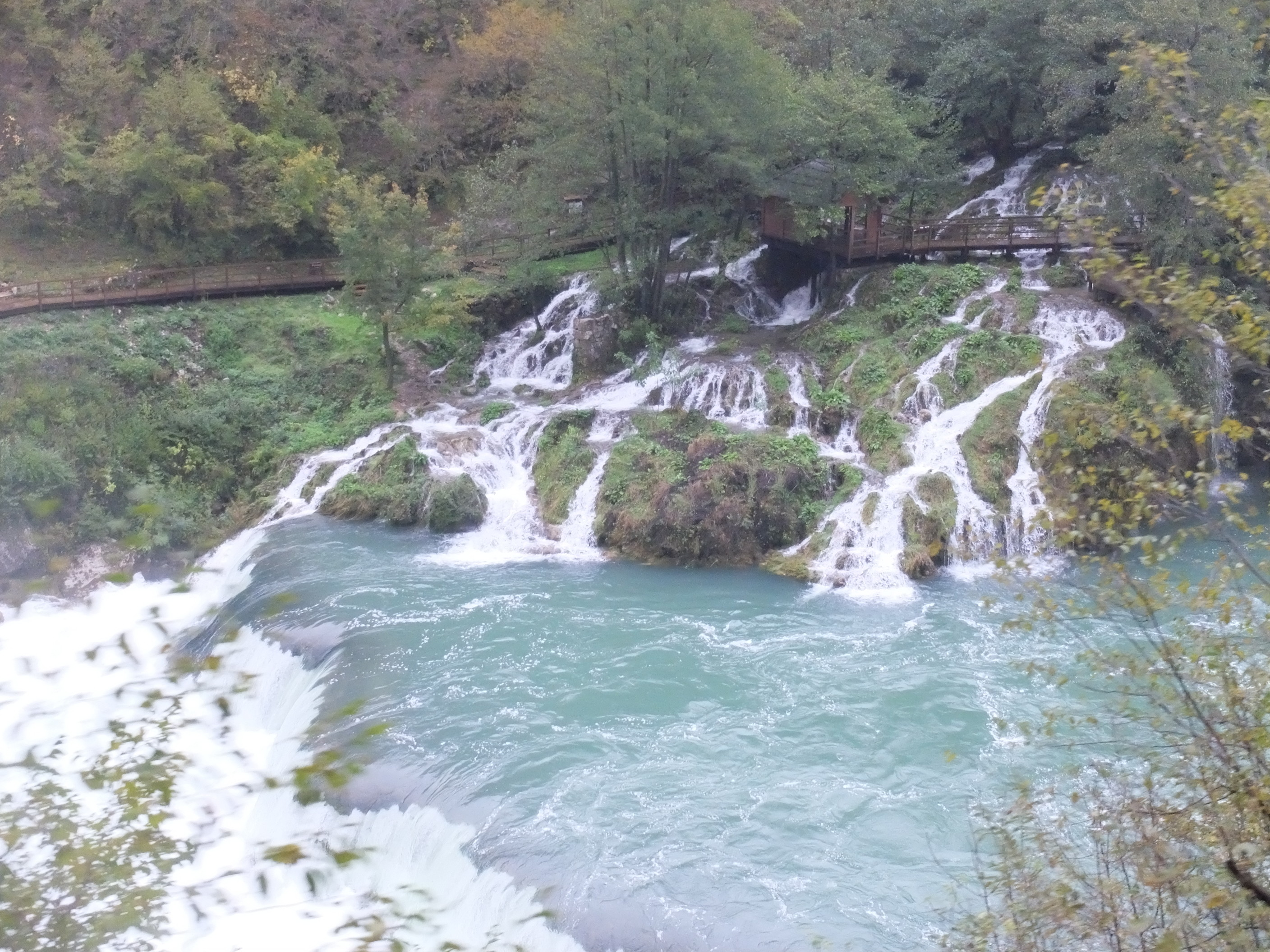
Štrbački buk
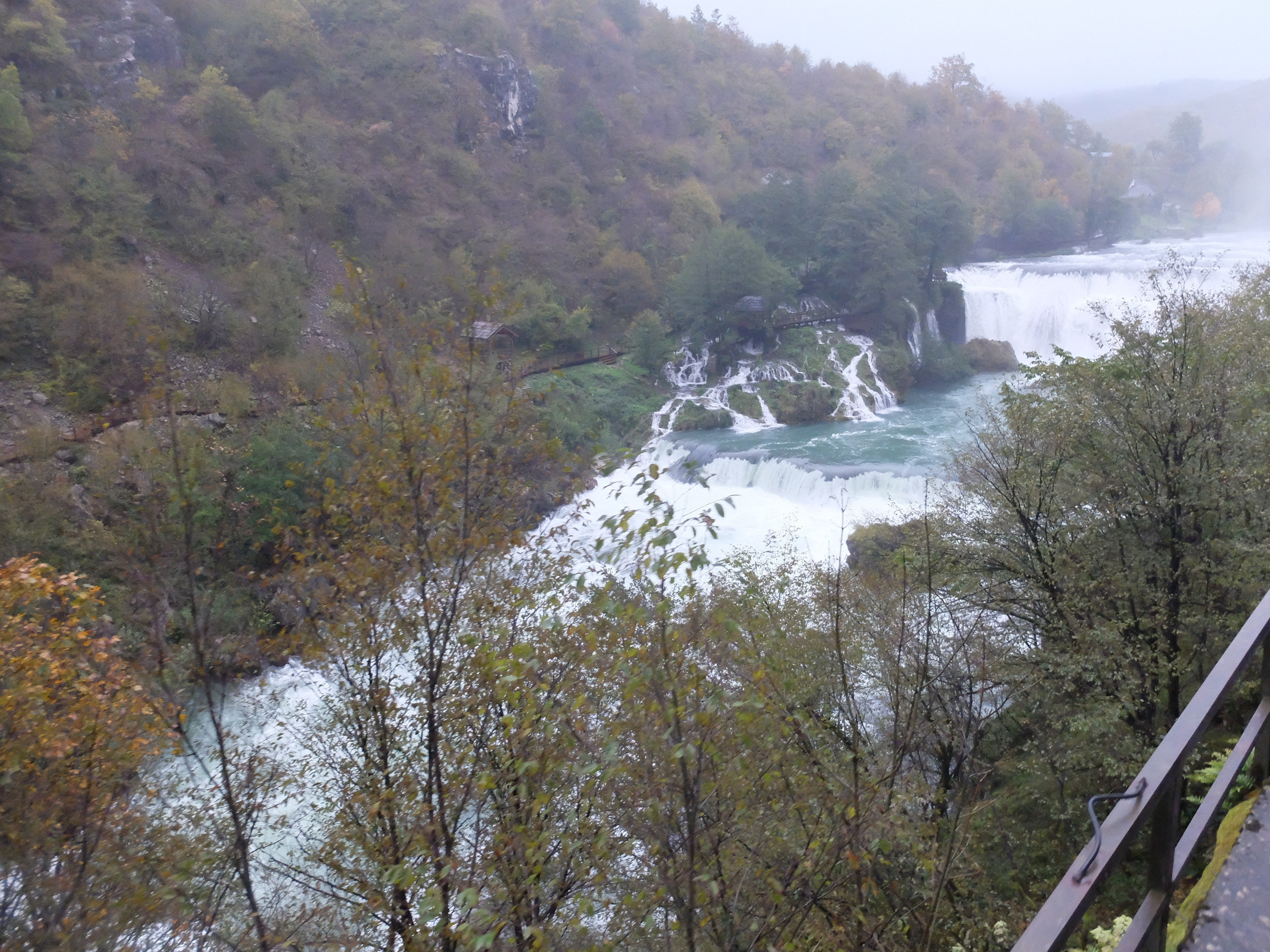
Štrbački buk

## Fordítás
Ez a szócikk részben vagy egészben  a(z)   Štrbački buk című angol Wikipédia-szócikk ezen változatának fordításán alapul.  Az eredeti cikk szerkesztőit annak laptörténete sorolja fel. Ez a jelzés csupán a megfogalmazás eredetét és a szerzői jogokat jelzi, nem szolgál a cikkben szereplő információk forrásmegjelöléseként.